# Уэлш, Кеннет
Кеннет Уэлш (англ. Kenneth Welsh) — канадский актёр.

## Биография
Родился 30 марта 1942 года в Эдмонтоне, Альберта. Его отец работал на Канадской железной дороге.
В 2004 году сыграл роль вице-президента США в фильме Роланда Эммериха «Послезавтра»; зрители и критики отмечали сходство актёра с американским политиком Диком Чейни.
Умер 5 мая 2022 года от рака в возрасте 80 лет.

## Фильмография
| Год       |    | Русское название                                       | Оригинальное название                     | Роль                                       |
| --------- | -- | ------------------------------------------------------ | ----------------------------------------- | ------------------------------------------ |
| 1980      | ф  | Фобия                                                  | Phobia                                    | сержант Джо Уилер                          |
| 1984      | ф  | Влюблённые                                             | Falling in Love                           | врач                                       |
| 1985      | ф  | Идеально                                               | Perfect                                   | Джо Маккензи                               |
| 1986      | ф  | Ревность                                               | Heartburn                                 | доктор Аппель                              |
| 1987      | ф  | Дни радио                                              | Radio Days                                | голос по радио (озвучка)                   |
| 1987      | ф  | И потом вы умираете                                    | And Then You Die                          | Эдди Гриффин                               |
| 1988      | ф  | Дом на Кэрролл-стрит                                   | The House on Carroll Street               | Хэкетт                                     |
| 1988      | ф  | Крокодил Данди 2                                       | Crocodile Dundee II                       | Брэнниган                                  |
| 1988      | ф  | Другая женщина                                         | Another Woman                             | Дональд                                    |
| 1989      | ф  | Январский человек                                      | The January Man                           | Роджер Калвер                              |
| 1990      | ф  | Первокурсник                                           | The Freshman                              | Дуайт Армстронг                            |
| 1991—1992 | с  | Твин Пикс (второй сезон)                               | Twin Peaks                                | Уиндом Эрл                                 |
| 1992      | тф | Малый вперёд: Катастрофа танкера «Эксон Валдиз»        | Dead Ahead: The Exxon Valdez Disaster     | Сэм Скиннер                                |
| 1994      | ф  | Жажда смерти 5: Обличье смерти                         | Death Wish V: The Face of Death           | лейтенант Мики Кинг                        |
| 1994      | ф  | Патруль времени                                        | Timecop                                   | сенатор Атли                               |
| 1994      | ф  | Легенды осени                                          | Legends of the Fall                       | шериф Тайнерт                              |
| 1995      | ф  | Убежище                                                | Hideaway                                  | детектив Брич                              |
| 1995      | ф  | Музей Маргариты                                        | Margaret's Museum                         | Ангус Макнил                               |
| 1997      | ф  | Абсолютная власть                                      | Absolute Power                            | Сэнди Лорд                                 |
| 1997      | с  | За гранью возможного                                   | The Outer Limits                          | доктор Лео Васкес                          |
| 2000      | тф | Собака Баскервилей                                     | The Hound of the Baskervilles             | доктор Ватсон                              |
| 2001      | тф | Знак четырёх                                           | The Sign of Four                          | доктор Ватсон                              |
| 2001      | тф | Королевский скандал                                    | The Royal Scandal                         | доктор Ватсон                              |
| 2004      | ф  | Чудо                                                   | Miracle                                   | Джордж Нагобадс, врач хоккейной команды    |
| 2004      | ф  | Послезавтра                                            | The Day After Tomorrow                    | Вице-президент США Рэймонд Бэйкер          |
| 2004      | ф  | Авиатор                                                | The Aviator                               | доктор Томас Хэпбёрн (отец Кэтрин Хэпбёрн) |
| 2005      | ф  | Кровь за кровь                                         | Four Brothers                             | Роберт Брэдфорд                            |
| 2005      | ф  | Шесть демонов Эмили Роуз                               | The Exorcism of Emily Rose                | доктор Мюллер                              |
| 2005      | ф  | Туман                                                  | The Fog                                   | Том Мэлоун, мэр города                     |
| 2006      | ф  | Сделка с дьяволом                                      | The Covenant                              | Провост Хиггинс                            |
| 2006      | ф  | В одну сторону                                         | One Way                                   | Уильям Хендерсон                           |
| 2007      | ф  | Фантастическая четвёрка: Вторжение Серебряного сёрфера | Fantastic Four: Rise of the Silver Surfer | доктор Джефф Вагнер                        |
| 2009      | ф  | Выживание мертвецов                                    | Survival of the Dead                      | Патрик О’Флинн                             |
| 2012      | ф  | История Люка                                           | The Story of Luke                         | Джонас, дедушка Люка                       |
| 2013      | ф  | Убойный уикенд                                         | Cottage Country                           | Эрл Шиповски                               |
| 2016      | ф  | Пустота                                                | The Void                                  | Ричард Пауэлл                              |